# Raquel Loureiro
Raquel Loureiro (Tavira, 17 de Abril de 1976) é uma actriz, modelo, DJ e empresária portuguesa.

## Biografia
Raquel Loureiro, modelo e atriz célebre em Portugal, aos 15 anos foi viver para Lisboa, estudando e trabalhando na área de moda em part-time. Pouco tempo depois, foi descoberta num concurso de beleza, inscrita pelos pais. 
Iniciou uma carreira numa prestigiada agência de modelos, depois de uma formação profissional na escola  de modelos Bryan Macharty, tornando-se numa super modelo de sucesso em Portugal. Estreou na televisão como co-apresentadora num programa de entretenimento sobre video-jogos. Seguiram-se outros projetos de entretenimento e alguns anos depois, passou a atuar como atriz. 
Trabalhou com vários personagens em programas de humor como "Os Malucos do Riso" e "Maré Alta", bem como em séries e telenovelas para todos os canais de televisão portugueses. Foi vocalista da girlsband Antilook, da editora Sony Music, fez formação profissional como DJ, atuando em vários eventos privados e corporativos e venceu um dos mais importantes certames de beleza na Colômbia.
Fã de hábitos saudáveis, pratica desportos como Kick Box, Cycling e Krav Maga. Alguns dos seus hobbies favoritos são a pintura, leitura e a culinária. 
Atualmente vive em Lisboa, é Empresária, Atriz e DJ.
A sua empresa, RL Lifestyle , é o primeiro conceito de concierge personalizado de luxo em Portugal, focada na gestão de lifestyle de luxo
Em 2016 foi capa da edição portuguesa da revista Playboy.
Em 2017, Raquel Loureiro foi uma das concorrentes do programa televisivo Biggest Deal, da TVI.

## Televisão
| Ano              | Título                | Canal         | Papel                             | Notas           |
| ---------------- | --------------------- | ------------- | --------------------------------- | --------------- |
| 1995             | Made In Portugal      | RTP1          | Raquel Loureiro                   |                 |
| 1996             | Aí os Homens          | SIC           | Assistente                        | Diversos papéis |
| 1997             | Último Nível          | RTP1          | Assistente                        |                 |
| 1998             | O Amigo Público       | RTP1          | Raquel Loureiro enquanto Antilook |                 |
| 2002             | Super Sábado          | SIC           | Assistente                        |                 |
| 2004 - 2005      | Maré Alta             | SIC           | Passageira do Barco               |                 |
| 2005             | Os Malucos na Arábia  | SIC           | Várias Personagens                |                 |
| 2005             | Malucos na Praia      | SIC           | Várias personagens                |                 |
| 2006             | Triângulo Jota        | RTP1          | Yasmin                            |                 |
| 2006             | Contacto              | SIC           | Comentadora                       |                 |
| 2006             | Dança Comigo          | RTP1          | Concorrente                       |                 |
| 2006             | Floribella            | SIC           | Senhora da Embaixada              |                 |
| 2006             | Vingança              | RTP1          | Assassina                         |                 |
| 2008             | Malucos no Hospital   | SIC           | Várias personagens                |                 |
| 2008             | Fátima                | SIC           | Comentadora                       |                 |
| 2008             | Casos da Vida         | TVI           | Bela                              |                 |
| 2009             | Camilo - o Presidente | SIC           |                                   |                 |
| 2009             | Pai à Força           | RTP1          | Teresa                            |                 |
| 2009             | Novos Malucos do Riso | SIC           | Várias personagens                |                 |
| 2009             | Conta-me Como Foi     | RTP1          | Várias personagens                |                 |
| 2008 - 2010      | Fama Show             | SIC           | Apresentadora                     |                 |
| 2010             | A Última Famel        |               |                                   |                 |
| 2011             | A Sagrada Família     | RTP1          |                                   |                 |
| 2012 - 2013      | Louco Amor            | TVI           | Guiomar                           |                 |
| 2013-2014        | I Love It             | TVI           | Diana                             |                 |
| 2014             |                       | TVI           |                                   |                 |
| Mulheres         | Aurora                | TVI           |                                   |                 |
| Giras & Falidas  |                       | TVI           |                                   |                 |
| Só Visto!        | RTP1                  | Repórter      |                                   |                 |
| Queridas Manhãs  | SIC                   | Comentadora   |                                   |                 |
| Câmara Exclusiva | TVI                   | Repórter      |                                   |                 |
| 2015-2016        | TVI                   | Santa Bárbara |                                   |                 |
| 2017             | Ministério do Tempo   | RTP1          | Piloto                            |                 |
| 2017             | Biggest Deal          | TVI           | Concorrente                       |                 |
| 2025             | Big Brother Verão     | TVI           | Comentadora                       |                 |

## Cinema
| Ano  | Título                | Papel         | Notas |
| ---- | --------------------- | ------------- | ----- |
| 2003 | O Natal do Tonecas    | Mãe Natal     |       |
| 2012 | Síndroma de Estocolmo | Apresentadora |       |